# STRAIGHT (DEARDROPSのアルバム)
STRAIGHT（ストレート）は、ゲームDEARDROPSに登場する架空のバンド『DEARDROPS』のメジャーファーストアルバム。

## 概要
DEARDROPSの劇中にて登場する楽曲を収めたアルバムである。

## スタッフ
- サウンドプロデューサー：milktub
- プロデューサー：斎藤滋（ランティス）
- 原画：藤丸
- スーパーバイザー：竹内"bamboo"博（OVERDRIVE）
- エグゼクティブプロデューサー：井上俊次（ランティス）

## 収録曲
1. 希望の旋律
歌・作詞・作曲・編曲：DEARDROPS
ゲーム「DEARDROPS」のオープニング曲
2. No music, No future
歌・作詞・作曲・編曲：DEARDROPS
ゲーム「DEARDROPS」の挿入歌
3. Be loud! -Story Edit-
歌・作詞・作曲・編曲：DEARDROPS
ゲーム「DEARDROPS」のヒロイン、大場弥生エンディング曲
4. Anytime, Anywhere -Story Edit-
歌・作詞・作曲・編曲：DEARDROPS
ゲーム「DEARDROPS」の挿入歌
5. On my beat -Story Edit-
歌・作詞・作曲・編曲：DEARDROPS
ゲーム「DEARDROPS」のヒロイン、珠野りむエンディング曲
6. My dear stardust -Story Edit-
歌・作詞・作曲・編曲：DEARDROPS
ゲーム「DEARDROPS」の挿入歌
7. Noisy スイートホーム -Story Edit-
歌・作詞・作曲・編曲：DEARDROPS
ゲーム「DEARDROPS」のヒロイン、芳谷律穂エンディング曲
8. magic mirror
歌・作詞・作曲[1]：桜井かなで（青葉りんご[2]）／編曲：lotta
ゲーム「DEARDROPS」の挿入歌
9. kaleidoscope
歌・作詞・作曲[3]：桜井かなで（青葉りんご）／編曲：lotta
ゲーム「DEARDROPS」のヒロイン、桜井かなでエンディング曲
10. No music, No future <song by LEO>
歌・編曲：LEO（きただにひろし[2]）／作詞・作曲：DEARDROPS